# Archaeobatrachia
Az Archaeobatrachia (Anura) a kétéltűek osztályának és a békák vagy farkatlan kétéltűek (Anura) rendjébe tartozó alrend.

## Rendszerezés
Az alrendbe az alábbi 4 család tartozik:
- farkosbékafélék (Ascaphidae) (Fejérváry, 1923) – 2 faj
- unkafélék (Bombinatoridae) (Gray, 1825) – 10 faj
- korongnyelvűbéka-félék (Discoglossidae) (Günther, 1858) – 11 faj
- ősbékafélék (Leiopelmatidae) (Mivart, 1869) – 4 faj